# Depressaria hystricella
Depressaria hystricella is een vlinder uit de familie grasmineermotten (Elachistidae). De wetenschappelijke naam is voor het eerst geldig gepubliceerd in 1860 door Moschler.
De soort komt voor in Europa.